# 坡膛

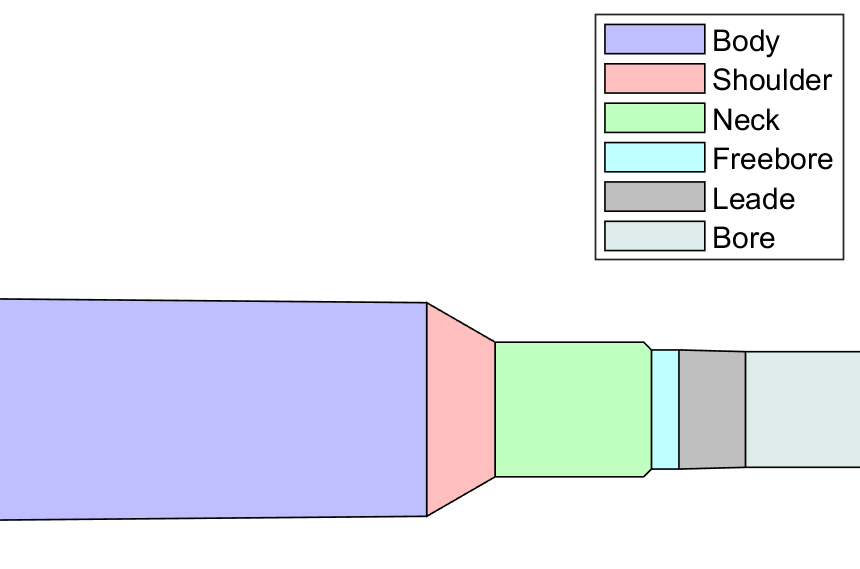
标示了步枪枪膛的各个部分的示意图。其中坡膛（freebore）是位于室颈（neck）前方的青色部分。

坡膛（英文：Freebore）是枪械中枪管之枪膛部分与膛线部分之间的部分。坡膛于室颈（neck）前方，呈圆柱形。  通常来说，坡膛的直径大于枪管孔的阴线膛径。由于坡膛中没有膛线，在发射时，子弹弹头能够几乎无阻力地从其中加速通过。因此坡膛的长度在一定程度上能够影响子弹的初速度。  

## 位置和尺寸

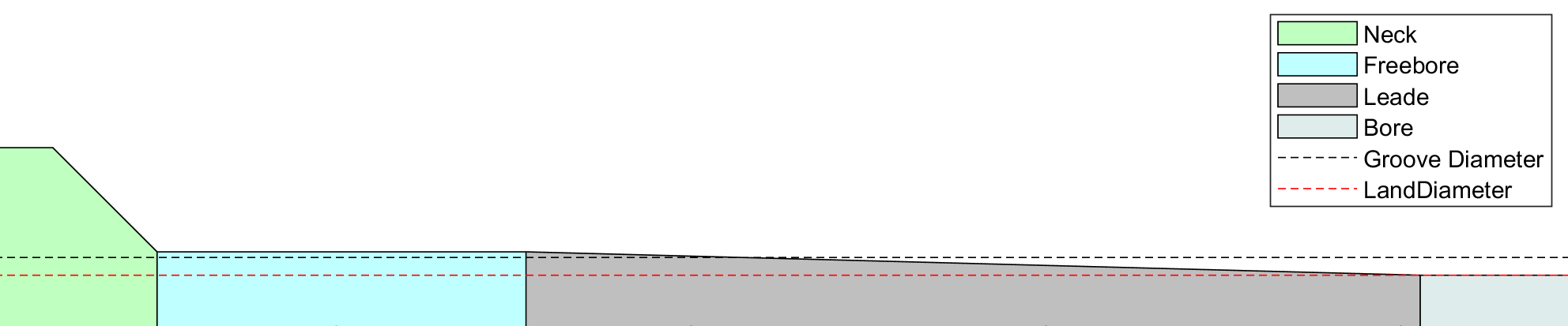
枪膛与枪管接界处示意图，其中青色为坡膛，深灰色为导向部（leade），浅灰色为枪管（bore）。膛线的阳径和阴径分别以红色与蓝色虚线标出。

枪膛是枪管最末端用于装填待击发子弹之部分。 对于绝大部分线膛枪而言，发射时，子弹通常从弹壳前缘的开口向前抛射。而枪膛最前方将子弹导引至枪管的构造被统称为室颈（neck），室颈又可以再分为坡膛和导向部（leade）。 在构造上，坡膛的直径比膛线的阳径稍大以使子弹能够毫无阻力地装入枪膛。同时，坡膛的存在也造就了一段子弹在与枪膛中的膛线接触之前可以自由移动的距离（因而坡膛的英文freebore直译就是“自由膛”）。导向部则在坡膛与枪管之间过度的锥筒形部分，其直径以较小的角度从膛线阴径过渡到膛线阳径，过渡的角度通常在 1° 到 3° 之间。 
坡膛的长度会影响枪支射击时子弹在进入膛线之前经行的距离，从而在多个方面上影响子弹出膛的速度。首先，更大的坡膛长度能允许子弹伸出弹壳更多，增加弹壳内的可用容积，为装填更大当量的发射药留出空间。 其次，增加自由膛线长度可以增加子弹自由移动的距离，延迟子弹与膛线接触时因摩擦和变形而产生的阻力。 除此之外值得一提的是，在每根枪管中，坡膛的长度并非永久不变。由于每次都会对枪管内部表面尤其是膛线造成磨损，因此坡膛长度和直径会随着枪管的使用而逐渐增加，甚至于在枪管的寿命后期占据枪管中的大部分甚至整段长度（膛线都磨平了）。